# The Farmer (bài hát)
"The Farmer" là đĩa đơn đầu tay của ban nhạc rock Ireland Thin Lizzy, do hãng đĩa Parlophone phát hành vào 1970. Đây là bản thu âm duy nhất của đội hình bốn thành viên ban đầu gồm Phil Lynott, Eric Bell, Brian Downey và Eric Wrixon.

## Bối cảnh và sản xuất
Thin Lizzy thành lập vào cuối năm 1969 và nhanh chóng nổi tiếng trên báo chí khắp Dublin bởi các thành viên đã được biết đến trước đó trong những ban nhạc địa phương quanh thành phố. Sau khi có buổi biểu diễn ra mắt tại St Aidan's Hall vào tháng 7 năm 1970, EMI Ireland đã ký hợp đồng với Thin Lizzy để thu âm một đĩa đơn. Bài hát do ca sĩ chính kiêm tay bass Phil Lynott chắp bút, thu âm tại Trend Studios, đường Baggot và sản xuất bởi John D'Ardis. Mặt B đĩa là một sáng tác của D'Ardis "I Need You", có sự tham gia đội biểu diễn kèn đồng.
Do chưa có kinh nghiệm thu âm, nhóm đã nảy ra ý định thu lại màn biểu diễn trực tiếp của bài hát, vì nghệ sĩ guitar Eric Bell nghĩ rằng D'Ardis sẽ thu âm trực tiếp ban nhạc bằng hệ thống sân khấu thay vì sử dụng thiết bị phòng thu.
Sau khi thu âm, quản lý của nhóm cho biết họ đang thiếu tiền và cần thanh lý một thành viên đội hình. Tay chơi keyboard Eric Wrixon tỏ ra không phù hợp với phần còn lại trong kế hoạch dài hạn của nhóm và lặng lẽ rời đi. Lynott và Bell đã hỗ trợ tài chính cho ban nhạc khi kết hợp như một bộ đôi dân ca và biểu diễn tại nhiều quán rượu ở Dublin.

## Phát hành
Đĩa đơn phát hành vào ngày 31 tháng 7 năm 1970 bởi Parlophone. 500 bản của đĩa đã in ra, nhưng chỉ có 283 bản được bán. Số bản sao còn lại có thể bị nấu chảy và tái chế sau đó. Nhóm đã thất vọng trước sự thất bại của đĩa đơn, nhưng đến nay nó lại là một trong những bản phát hành hiếm nhất của Thin Lizzy. Sang thế kỷ 21, các bản in "The Farmer" được bán với giá khoảng 800 bảng Anh.

## Đội ngũ
- Phil Lynott – hát chính, guitar bass
- Eric Bell – guitar
- Brian Downey – trống
- Eric Wrixon – keyboard